# Vinyl (película)
Vinyl es una película experimental en blanco y negro realizada el año 1965 y dirigida por el artista estadounidense Andy Warhol en The Factory. Fue una de las primeras adaptaciones de la novela La naranja mecánica de Anthony Burgess. Fue protagonizada por Gerard Malanga, Edie Sedgwick, Ondine, y Tosh Carillo, y con canciones como "Nowhere to Run" por Martha and the Vandellas, "Tired of Waiting for You" por The Kinks, "The Last Time" por The Rolling Stones y "Shout" por The Isley Brothers.

## Reparto
- Gerard Malanga como Víctor
- Edie Sedgwick como extra
- Ondine como bebé
- Tosh Carillo domo el médico
- Larry Latrae
- J.D. McDermott como Cop
- Jacques Potin como extra

## Producción
Vinyl está a menudo acreditada como la primera aparición de Sedgwick en una película, a pesar de que ella, de hecho, había realizado un papel en el que no hablaba en la anterior película del Horse de Warhol (1965). Vinyl estuvo filmada sin ensayos y también se realizó en vivo en varias producciones teatrales.